# Bocskor Andrea
Bocskor Andrea, Bocskor Medvecz Andrea (Андрея Гейзівна Бочкор (Beregszász, 1978. augusztus 11. –) kárpátaljai magyar politikus. Az Európai Parlament képviselője az Európai Néppártban a Fidesz színeiben.

## Élete
A Kárpátaljai Magyar Tanárképző Főiskolán (ma: II. Rákóczi Ferenc Kárpátaljai Magyar Főiskola) diplomázott angol-történelem szakon, majd az ELTE Bölcsészettudományi Kar Történelemtudományi Doktori Iskolájának művelődéstörténeti programját végezte el 2010-ben Doktori disszertációját Ukrán magyarságkép és a magyar múlt ukrán szemmel (1991–2007) címmel írta. 2013-ban az Ukrán Történelmi Intézetben kandidált. Mielőtt bejutott az Európai Parlamentbe, a beregszászi Lehoczky Tivadar Társadalomtudományi Kutatóközpont igazgatója, és a II. Rákóczi Ferenc Kárpátaljai Magyar Főiskola tanára volt.
A Fidesz határon túli jelöltje, a párt EP-listáján Kárpátalja képviselője 2014. július 1. óta.

## Művei
- Módszertani segédlet a Kultúrtörténet című tantárgyhoz a nappali és levelező tagozatos hallgatók számára; II. Rákóczi Ferenc Kárpátaljai Magyar Főiskola, Beregszász, 2009 (Rákóczi-füzetek)
- Alapvetések az ukrán magyarságkép kérdéséhez és a magyar múlt ukrán megítéléséhez, 1991–2011; PoliPrint, Ungvár, 2012
- A II. Rákóczi Ferenc Kárpátaljai Magyar Főiskola Lehoczky Tivadar Intézetének tanulmánygyűjteménye, 2012; szerk. Bocskor Andrea, Dobos Sándor; PoliPrint, Ungvár, 2012

## Külső linkek
- Európai Parlamenti adatlapja